# Seznam francoskih pianistov
Seznam francoskih pianistov.

## A
- Pierre-Laurent Aimard
- Charles-Valentin Alkan
- Paul Arma

## B
- Raoul Bardac
- Michel Béroff
- Henri Bertini
- Alexandre Pierre François Boëly
- Nadia Boulanger
- Pierre Boulez
- Khatia Buniatishvili

## C
- Gaby Casadesus
- Robert Casadesus
- Emmanuel Chabrier
- Cécile Chaminade
- Frédéric Chopin
- (Elisabeth Chojnacka - r. Elżbieta Ukraińczyk; 1939 – 2017)
- Aldo Ciccolini
- Richard Clayderman
- Jean-Philippe Collard
- Alfred Cortot

## D
- Jean-Michel Damase
- Claude Debussy
- Suzanne Dechevaux-Dumesnil
- Jeanne Demessieux
- Louis Diémer

## E
- Akiko Ebi
- Carl Engel
- Philippe Entremont

## F
- Gabriel Fauré
- Jacques Février
- Jean Françaix
- Samson François
- David Fray

## G
- Walter Gieseking
- Hélène Grimaud
- Jean Victor Arthur Guillou (1930–2019)

## H
- Monique Haas
- Claude Helffer
- Jean Hubeau

## J
- Christian Jacob
- Marie Jaëll
- Gérard Jouannest
- Geneviève Joy

## L
- Katia Labèque
- Marielle Labèque
- Françoise Landowski-Caillet
- Yvonne Lefébure
- Michel Legrand
- Michaël Lévinas
- Lazare Lévy
- Marguerite Long
- Yvonne Loriod

## M
- Colette Maze
- Antoine Marmontel

## N
- Émile Naoumoff
- Jean-Frédéric Neuburger
- Henri Nouveau

## O
- Cécile Ousset

## P
- Vlado Perlemuter
- Michel Petrucciani
- Francis Planté
- Francis Poulenc

## R
- Maurice Ravel
- Anne Rey
- Pascal Rogé

## S
- Éric Le Sage
- Camille Saint-Saëns
- Carlos Salzedo
- Erik Satie
- Édouard Souberbielle (orglavec)
- Léon Souberbielle (orglavec)
- Victor Staub
- Émile Stern

## T
- Alexandre Tansman
- Jean-Yves Thibaudet 1961-

## V
- Andrée Vaurabourg

## W
- Émile Waldteufel
- Alexis Weissenberg